# William Tyler Olcott
William Tyler Olcott, né le 11 janvier 1873 à Chicago et mort le 6 juillet 1936 à Georges Mills dans le New Hampshire, est un avocat et astronome amateur américain, principalement connu pour ses publications et pour avoir fondé avec Edward Charles Pickering, en 1911, l'American Association of Variable Star Observers.

## Famille et études
William, qui naît à Chicago le 11 janvier 1873, est le fils de E. Olivia (Tyler) et de  William Marvin Olcott qui dirige une entreprise de distribution de charbon. La famille vit sur Prairie Avenue qui est alors peuplée de ténors de l'industrie de Chicago, comme George Pullman, George Armour, William Wallace Kimball ou encore Marshall Field. Cependant, en 1888, les Olcott partent s'installer à Norwich dans le Connecticut où la sœur de Madame Olcott possède une grande demeure.
William Tyler Olcott étudie tout d'abord à la Norwich Free Accademy, puis au Trinity College à Hartford où il obtient son Bachelor of Science, en 1896. Il entreprend ensuite des études de droit à la New York Law School à Manhattan et est  admis au barreau de New York en 1898. Il retourne dans le Connecticut où il est admis au barreau de l'État l'année suivante et ouvre son étude dans la maison familiale de Norwich. Le 16 juin 1902, il épouse Clara Eunice Hyde.

## Passion pour l'astronomie
William Tyler Olcott est de santé fragile. Il souffre d'affections bronchiques pour lesquels on recommande alors d'aller passer l'hiver dans le sud. C'est en Floride, Arizona et Californie que sa passion pour l'astronomie va s'exprimer, mais c'est sur l'île de Block Island qu'elle naît en 1905, lorsqu'une amie de son épouse, Helen Clarke, attire son attention sur les constellations. Il écrit son premier ouvrage sur le sujet, A Field Book of the Stars, en 1907, et rédige également des articles dans la revue Popular Astronomy, où il encourage ses contemporains à contribuer à l'avancée de cette science. Il y déplore également l'absence d'une organisation américaine capable de coordonner les efforts de centaines d'amateurs.
C'est en 1910 qu'Olcott rencontre, au Harvard College Observatory, le professeur Edward Charles Pickering qui en est le directeur depuis 1877. Pickering mentionne combien il manque d'astronomes pour étudier et collecter des informations sur les étoiles variables et combien l'aide d'astronomes amateurs bien organisés pourrait être précieuse.
En moins d'une année Olcott rassemble un groupe de sept hommes qui vont former le noyau de l'American Association of Variable Star Observers (AAVSO). Pendant sept années Olcott organise et distribue les tâches au sein de l'association, envoie les rapports au Harvard College Observatory et publie les résultats dans Popular Astronomy. La première réunion informelle des membres de l'AAVSO a lieu à l'hôtel Lorraine de New York, en avril 1914, elle se tient ensuite chaque année,. L'assemblée de 1915 se tient au Harvard College Observatory et quinze membres sont présents. L'association est officiellement incorporée selon les lois du Massachusetts en 1917 et Olcott en devient le secrétaire perpétuel. Le nombre de membres et la masse de données collectées ne cessent de croître. Quand, en 1917, Pickering meurt, la tâche d'Olcott est énorme. La direction du Harvard College Observatory est confiée, en 1919, à Harlow Shapley, un homme qui apprécie et soutient le travail de l'AAVSO.
La passion de William Tyler Olcott l'occupe jusqu'en ses derniers instants. Le couple Olcott est à Georges Mills dans le New Hampshire pour y passer l'été. Le 6 juillet 1936, alors qu'il donne une conférence sur les étoiles à l'église méthodiste, Olcott meurt, victime d'une crise cardiaque.

## Honneurs et récompenses
William Tyler Olcott était membre perpétuel de l'American Astronomical Society, de la British Astronomical Association et de la Société astronomique de France. En récompense de ses travaux, il fut nommé Fellow de la Royal Astronomical Society du Royaume-Uni et de l'American Association for the Advancement of Science. Un cratère, sur la face cachée de la lune a été nommé Olcott en son honneur.
La plus belle récompense d'Olcott est sans doute la base de données internationale de l'AAVSO qui compte actuellement plus de 20 millions d'étoiles variables. La vingt-millionième observation a été inscrite dans la base de données le 19 février 2011, au cours de l'année du centième anniversaire de l'AAVSO. L'association reçoit annuellement près d'un million d'observations provenant d'environ deux mille observateurs, amateurs ou professionnels, et est régulièrement citée par les ouvrages scientifiques,,.

## Travaux
- A Field Book of the Stars, 1907, New York, Putnam's.
- In Starland With A Three-Inch Telescope, 1909, G.P. Putnam's & Sons.
- Variable Star Work for the Amateur Astronomer, 1911, Popular Astronomy.
- Star Lore of All Ages, 1911, G. P. Putnam's Sons, New York.
- Sun Lore of All Ages: A Collection of Myths and Legends Concerning the Sun and Its Worship, 1914,